# Брагічі
Бра́гічі (рос. Брагичи) — присілок у складі Орічівського району Кіровської області, Росія. Входить до складу Мирнинського міського поселення.
Населення становить 96 осіб (2010, 156 у 2002).
Національний склад станом на 2002 рік — росіяни 95 %.